# 茹魯埃納河

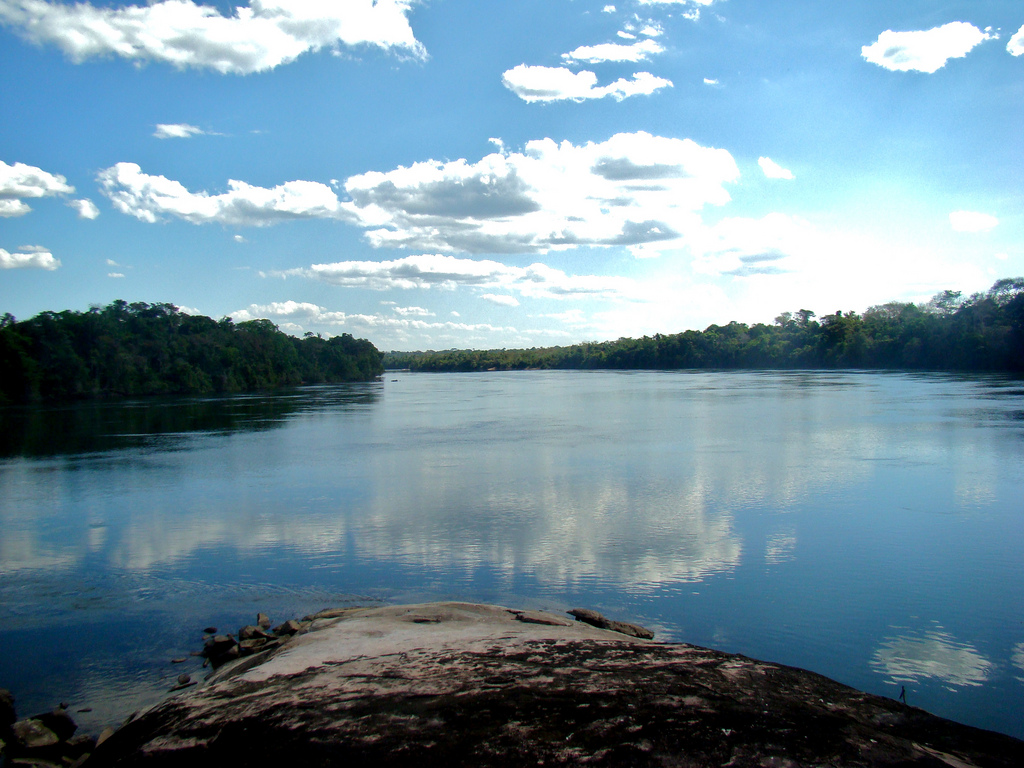
茹魯埃納河

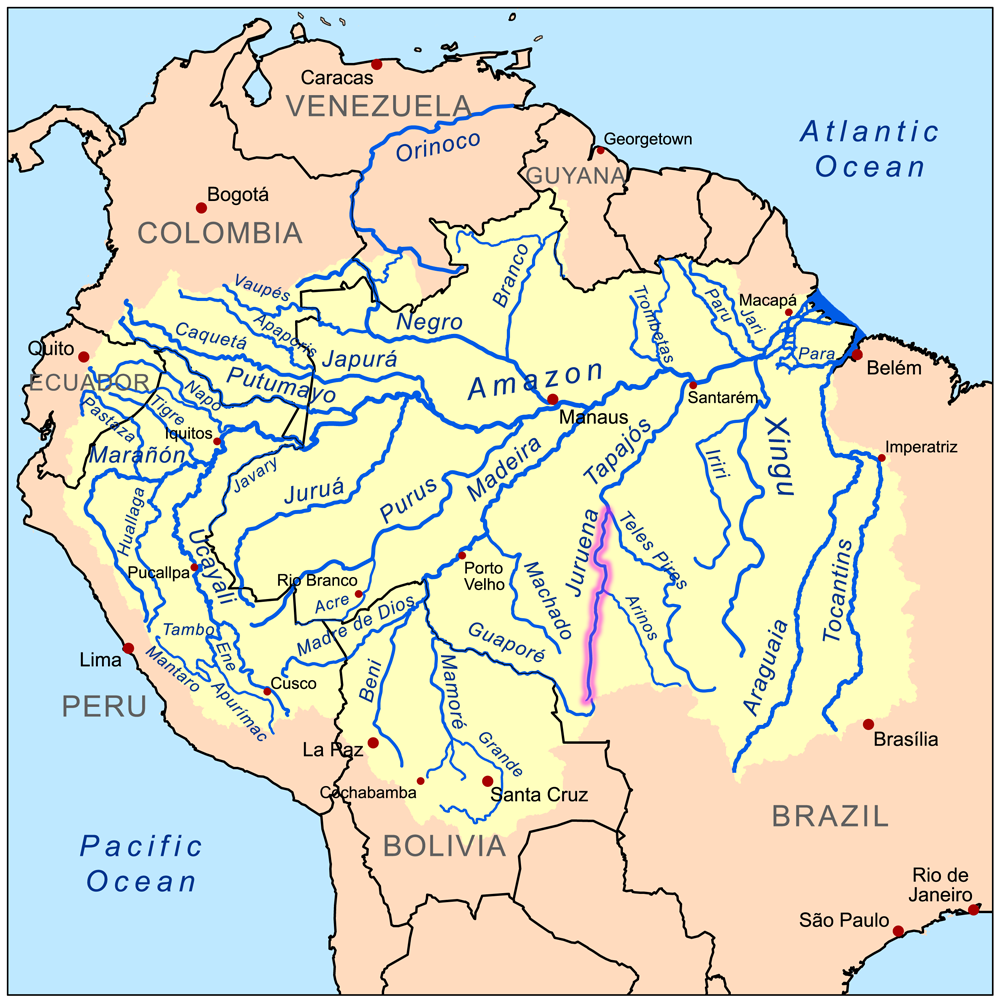
亞馬遜盆地地圖，標示處為茹魯埃納河

茹魯埃納河（葡萄牙語：Rio Juruena）是巴西中西部馬托格羅索州內一條長達1240公里的河流，其下游的最後190公里是馬托格羅索州和 亞馬遜州之間的邊界。之後，茹魯埃納河與特利斯皮里斯河匯合成為塔帕若斯河。塔帕若斯河是亞馬遜河其中一條最大的支流。茹魯埃納國家公園（Juruena National Park）及Salto Augusto Falls亦位於茹魯埃納河上。
茹魯埃納國家公園建於2006年6月5日，佔地若19,000平方公里。

## 外部連結
- 大英百科－茹魯埃納河（英文）
- WWF－茹魯埃納國家公園（英文）